# Danh sách quốc gia châu Âu theo tỉ lệ mặt nước
Danh sách các quốc gia và vùng lãnh thổ châu Âu theo tỉ lệ mặt nước thống kê dữ liệu được công bố bởi:
- Tỉ lệ mặt nước: Thống kê bởi CIA World Factbook 2009.
- Tổng diện tích: Thống kê bởi Liên Hợp Quốc - UN 2007.[1] Số liệu không sửa đổi hay điều chỉnh, những quốc gia công bố thêm thông số mới về diện tích (có sự chênh nhau khá lớn) sẽ được thêm vào bảng dữ liệu, sau dữ liệu của Liên Hợp Quốc.

Bảng thống kê bao gồm 52 quốc gia và vùng lãnh thổ thuộc châu Âu: 45 quốc gia độc lập và 7 vùng lãnh thổ (Svalbard, Quần đảo Faroe, Đảo Man, Guernsey, Jersey, Gibraltar, Transnistria).
| STT | Quốc gia/Vùng lãnh thổ                  | Tổng diện tích (Km2) | Tỉ lệ mặt nước (%) | Diện tích đất Km2 | Diện tích mặt nước Km2 |
| --- | --------------------------------------- | -------------------- | ------------------ | ----------------- | ---------------------- |
| 1   | Phần Lan                                | 338.419              | 10,15              | 304.069           | 34.350                 |
| 2   | Thụy Điển                               | 449.694              | 8,87               | 409.806           | 39.888                 |
| 3   | Quần đảo Faroe                          | 1.939                | 0                  | 1.939             |                        |
| 4   | Na Uy                                   | 323.802              | 6,03               | 304.277           | 19.525                 |
| 5   | Đan Mạch                                | 43.094               | 1,53               | 42.435            | 659                    |
| 6   | Iceland                                 | 103.000              | 2,67               | 100.250           | 2.750                  |
| 7   | Ireland                                 | 70.273               | 1,98               | 68.883            | 1.391                  |
| 8   | Vương quốc Liên hiệp Anh và Bắc Ireland | 242.900              | 0,69               | 241.224           | 1.676                  |
| 9   | Đảo Man                                 | 571                  | 0                  | 571               |                        |
| 10  | Svalbard                                | 62.422               | 0                  | 62.422            |                        |
| 11  | Guernsey                                | 78                   | 0                  | 78                |                        |
| 12  | Jersey                                  | 116                  | 0                  | 116               |                        |
| 13  | Estonia                                 | 45.227               | 6,28               | 42.387            | 2.840                  |
| 14  | Lithuania                               | 65.300               | 4,01               | 62.681            | 2.619                  |
| 15  | Latvia                                  | 64.559               | 3,62               | 62.222            | 2.337                  |
| 16  | Đức                                     | 357.114              | 2,34               | 348.757           | 8.357                  |
| 17  | Pháp                                    | 551.500 - 632.834    | 0,52               | 548.632 - 629.543 | 2.868 - 3.291          |
| 18  | Hà Lan                                  | 37.354 - 41.526      | 18,41              | 33.881            | 7.645                  |
| 19  | Bỉ                                      | 30.528               | 0,82               | 30.278            | 250                    |
| 20  | Luxembourg                              | 2.586                | 0                  | 2.586             |                        |
| 21  | Liechtenstein                           | 160                  | 0                  | 160               |                        |
| 22  | Switzerland                             | 41.284               | 3,10               | 40.004            | 1.280                  |
| 23  | Monaco                                  | 1,95 - 2,02          | 0                  | 1,95 - 2,02       |                        |
| 24  | Áo                                      | 83.858               | 1,7                | 82.432            | 1.426                  |
| 25  | Tây Ban Nha                             | 505.992              | 1,26               | 499.616           | 6.376                  |
| 26  | Bồ Đào Nha                              | 92.090               | 0,67               | 91.473            | 617                    |
| 27  | Gibraltar                               | 6                    | 0                  | 0                 |                        |
| 28  | Malta                                   | 316                  | 0                  | 316               |                        |
| 29  | Italy                                   | 301.336              | 2,39               | 294.134           | 7.202                  |
| 30  | Vatican                                 | 0,44                 | 0                  | 0,44              |                        |
| 31  | San Marino                              | 61                   | 0                  | 61                |                        |
| 32  | Slovenia                                | 20.273               | 0,6                | 20.151            | 122                    |
| 33  | Croatia                                 | 56,594               | 1,1                | 55.971            | 623                    |
| 34  | Bosnia và Herzegovina                   | 51,209               | 0,02               | 51.199            | 10                     |
| 35  | Montenegro                              | 13.812               | 2,61               | 13.451            | 361                    |
| 36  | Serbia                                  | 88.361               | 0,13               | 88.246            | 115                    |
| 37  | Kosovo                                  | 10.887               | 0                  | 10.887            |                        |
| 38  | Albania                                 | 28.748               | 4,7                | 28.687            | 61                     |
| 39  | Hy Lạp                                  | 131.959              | 0,99               | 130.653           | 1.306                  |
| 40  | Cộng hòa Macedonia                      | 25.713               | 1,09               | 7.200             | 280                    |
| 41  | Andorra                                 | 468                  | 0                  | 468               |                        |
| 42  | Nga                                     | 17.098.242           | 4,21               | 16.378.406        | 719.836                |
| 43  | Ukraine                                 | 603.500              | 4,01               | 579.300           | 24.200                 |
| 44  | Belarus                                 | 207.600              | 2,26               | 202.908           | 4.692                  |
| 45  | Hungary                                 | 93.028               | 3,68               | 89.605            | 3.423                  |
| 46  | Romania                                 | 238.391              | 3,57               | 229.880           | 8.511                  |
| 47  | Bulgaria                                | 110.879 - 110.912    | 2,16               | 108.484 - 108.516 | 2.395 - 2.396          |
| 48  | Ba Lan                                  | 312.685              | 2,7                | 304.242           | 8.443                  |
| 49  | ' Cộng hòa Séc                          | 78.866               | 2,05               | 77.249            | 1.617                  |
| 50  | Slovakia                                | 49.035               | 1,9                | 45.701            | 932                    |
| 51  | Moldova                                 | 33.846               | 2,84               | 32.885            | 961                    |
| 52  | Transnistria                            | 4.163                | 0                  | 4.163             |                        |

## Liên kết
- Countries of the world ordered by land area